# Barthlottia madagascariensis
Barthlottia madagascariensis är en flenörtsväxtart som beskrevs av Eb. Fischer. Barthlottia madagascariensis ingår i släktet Barthlottia och familjen flenörtsväxter. Inga underarter finns listade i Catalogue of Life.